# Филип (Насау-Висбаден-Идщайн)
Вижте пояснителната страница за други личности с името Филип.
Филип фон Насау-Висбаден-Идщайн (на немски: Philipp von Nassau-Wiesbaden-Idstein; * 1450; † 16 юни 1509) е граф на Насау-Висбаден-Идщайн от 1480 до 1509 г.

## Биография
Той е най-малкият син на граф Йохан II фон Насау-Висбаден-Идщайн (1419 – 1480) и съпругата му Мария фон Насау-Диленбург (1418–1472), дъщеря на Енгелберт I фон Насау-Диленбург.
През 1470 г. граф Филип се жени за Маргарета (* 1456; † 7 септември 1527), най-възрастната дъщеря на Лудвиг I „Черния“, граф на Велденц, пфалцграф и херцог на Пфалц-Цвайбрюкен.
Филип и по-големият му брат Адолф III (1443 – 1511) са в свитата на император Максимилиан I. След смъртта на баща му през 1480 г. графството е разделено между него и по-големия му брат Адолф III. Адолф III получава Насау-Висбаден, а Филип получава Насау-Идщайн.
Филип умира бездетен през 1509 г. и брат му Адолф III обединява двете части в свои ръце.